# Kent (cigarrillo)
Kent es una popular marca de cigarrillos de lujo, producida por la compañía tabacalera British American Tobacco, introducida al mercado en 1952. 
El filtro Micronite de Kent fue introducido poco después de la publicación de una serie de artículos en Reader's Digest en 1952 titulado "El cáncer de la caja", que asustó a los consumidores estadounidenses en la búsqueda de una marca de cigarrillos con filtro, en un momento en que la mayoría de las marcas eran sin filtro. (Cigarrillos Viceroy habían sido los primeros en introducir filtros, en 1936.)
A partir de marzo de 1952 hasta mayo de 1956, el filtro Micronite en los cigarrillos Kent contenía amianto azul cancerígeno. Kent ahora utiliza filtros de carbón (una forma de carbono activado).
La marca lleva el nombre de Herbert Kent, un exejecutivo de Lorillard Tobacco Company.
La publicidad de los cigarrillos Kent hacia el exterior, entre los años 1970 y 1990, era el cigarrillo más demandados en Rumanía y en algunas partes del mercado nacional, utilizados en forma de pago o soborno. Kent no era comprable en tiendas legales, pero si en el mercado negro (traído por turistas, diplomáticos y otros visitantes occidentales).